# Osama Hamada
Osama Saad Hammad Saleh, kurz Osama Hammad (arabisch أسامة حماد; geboren 1979 in Ajdabiya), ist ein libyscher Politiker. Am 16. Mai 2023 wurde er vom libyschen Repräsentantenhaus zum amtierenden Ministerpräsidenten für den östlichen Landesteil ernannt. Er übernahm das Amt von Fathi Bashagha, dessen Finanzminister er zuvor war.

## Frühes Leben
Osama Hammad wurde 1979 in Ajdabiya, im Osten Libyens, als Sohn von Professor Saad Hammad, einem Universitätsprofessor für Scharia-Wissenschaften, geboren. Hammad schloss sein Studium an der libyschen Bright Star University, einer auf Erdölwissenschaften spezialisierten Universität in Brega, mit einem Bachelor-Abschluss ab. Im Anschluss erlangte er in Malaysia einen Master-Abschluss, kehrte dann nach Libyen zurück und erlangte dort den Doktortitel in Erdölchemie.

## Politische Laufbahn
Hammad war 2013 Leiter der Atomenergiekommission der libyschen Regierung, bevor er den Vorsitz des Büros für internationale Zusammenarbeit übernahm. Im Januar 2016 wurde er zum Finanzminister der libyschen Regierung der Nationalen Einheit ernannt.
Innerhalb kurzer Zeit kam es zu einem politischen Streit zwischen dem Repräsentantenhaus und der Regierung. Hamada stellte sich auf die Seite des Repräsentantenhauses, das über die höchste Gesetzgebungsbefugnis im Land verfügt. Er zeigte auch seine Unterstützung für die von Khalifa Haftar angeführte libysche Nationalarmee, die der größte Gegner dieser Regierung war. Diese Position führte dazu, dass Fayez al-Sarraj ihn im Oktober 2018 entließ und durch Faraj Boumtari ersetzte.
Im Februar 2022 wurde er unter dem neuen Premierminister Fatih Bashagha zum Minister für Planung und Finanzen ernannt. Am 16. Mai 2023 beschloss das Repräsentantenhaus, Hamad zum amtierenden Premierminister zu ernennen und Fathi Bashagha nach etwa 15 Monaten im Amt zu ersetzen.